# Uniesław (Malechowo)
Uniesław (deutscher Name Felixhof) ist ein kleines Dorf in der polnischen Woiwodschaft Westpommern. Es gehört zur Landgemeinde Malechowo (Malchow) im Kreis Sławno (Schlawe).

## Geografische Lage
Uniesław liegt an einem Verbindungsweg zwischen den Straßen von Karwice (Karwitz) an der Landesstraße 37 bzw. Malechowo (Malchow) an der Landesstraße 6 nach Ostrowiec (Wusterwitz) an der Woiwodschaftsstraße 205, acht Kilometer südlich der Kreisstadt Sławno und zwei Kilometer nördlich von Podgórki (Deutsch Puddiger). Bis 1945 war Deutsch Puddiger die Bahnstation an der Kleinbahnstrecke Schlawe–Pollnow–Sydow der Schlawer Bahnen.

## Geschichte
Das ehemalige Vorwerk für Schäferei und Jungvieh gehörte vor 1945 zum Gut Deutsch Puddiger (Podgórki) und war 1772 aus Königlichen Gnadengeldern angelegt worden. Es war ein Teil der Gemeinde Deutsch Puddiger, die in den Amtsbezirk Segenthin (Żegocino), den Standesamtsbezirk Wusterwitz (Ostrowiec) und den Amtsgerichtsbereich Schlawe integriert war. Das Dorf lag im Landkreis Schlawe i. Pom. im Regierungsbezirk Köslin der preußischen Provinz Pommern.
Nach 1945 kam Felixhof unter dem Namen Uniesław unter polnische Verwaltung und ist heute ein Teil der Gmina Malechowo im Powiat Sławieński in der Woiwodschaft Westpommern (bis 1998 Woiwodschaft Köslin).

## Kirche
Kirchlich gehörte Felixhof vor 1945 zur evangelischen Kirchengemeinde Deutsch Puddiger (Podgórki), die in das Kirchspiel Wusterwitz (Ostrowiec) im Kirchenkreis Schlawe der Kirchenprovinz Pommern eingegliedert war. Heute ist Uniesław noch immer zur – jetzt freilich katholischen – Kirchengemeinde Podgórki hin orientiert, die zum Dekanat Sławno im Bistum Köslin-Kolberg gehört. Evangelische Einwohner heute sind dem Pfarramt in Koszalin (Köslin) in der Diözese Pommern-Großpolen der Evangelisch-Augsburgischen Kirche zugeordnet.

## Schule
Schulisch war Felixhof vor 1945 nach Deutsch Puddiger hin orientiert.